# Tadeusz Korzon
Tadeusz Korzon (ur. 28 października?/9 listopada 1839 w Mińsku, zm. 8 marca 1918 w Warszawie) – polski historyk, uczestnik powstania styczniowego, wykładowca Uniwersytetu Latającego, czołowy przedstawiciel warszawskiej szkoły historycznej, członek honorowy Towarzystwa Muzeum Narodowego Polskiego w Rapperswilu od 1892 roku, członek Towarzystwa Historycznego we Lwowie oraz Towarzystwa Naukowego Warszawskiego i Poznańskiego.

## Życiorys
Po ukończeniu mińskiego gimnazjum, udał się na uniwersytet w Moskwie na studia prawnicze (1855–1859), które ukończył w dwudziestym roku życia ze stopniem kandydata. Zdolności, których dowody m.in. złożył w napisanej w 1859 po rosyjsku rozprawie, pt. Pogląd porównawczy na procedury karne: francuską i angielską, napisanej w 1859, a drukowanej w 1867 („Żurnał Minsterstwa Justicji”) zwróciły nań uwagę osób wpływowych, które chciały mu utorować drogę do objęcia katedry profesora, ale Korzon nie zdecydował się pozostać w Moskwie i osiadł w Kownie, gdzie w tamtejszym gimnazjum przez dwa lata (1859–1861) wykładał historię.
W 1861 został sekretarzem urzędu gubernialnego do spraw włościańskich w Kownie, gdzie był wielce użytecznym i zdobywał się na inicjatywę, przynoszącą mu zaszczyt. W okresie powstania styczniowego został skazany na przymusowe osiedlenie w Rosji. W końcu roku 1863 wyjechał do Ufy, potem do Orenburga, gdzie przebywał do sierpnia 1867. Tam wypełniały mu czas zajęcia umysłowe, prace malarskie (najwybitniejszą pamiątką pędzla Korzona z owego okresu pozostał obraz, przedstawiający widok bazaru w Orenburgu), oraz pisanie „Historii wieków średnich”.
Wróciwszy do kraju w 1867, z początku osiadł w Piotrkowie, jako pedagog, skąd w 1869 przeniósł się do Warszawy. Tu niepodzielnie oddał się historii, już to nauczając jej w tutejszych zakładach naukowych, już to wzbogacając literaturę sumiennymi i cennymi dziełami. Od razu zajął stanowisko jednego z najpoważniejszych i najpoczytniejszych pisarzy, umieszczając swe rozprawy oraz recenzje i sprawozdania w „Tygodniku Illustrowanym”, „Bibliotece Warszawskiej”, „Kłosach”, „Ateneum”, „Kwartalniku Historycznym” (lwowskim), „Muzeum”, „Niwie”, „Tygodniku literackim” (lwowskim) i książkach zbiorowych „Charitas”, (1894); „Dla Śląska” (1895). W kwietniu 1897 powołany na posadę bibliotekarza w Bibliotece Ordynacji Zamojskiej w Warszawie, rozpoczął swą czynność 1 lipca tegoż roku.
Do 1886 roku wykładał historię powszechną i handlu w Szkole Handlowej im. Leopolda Kronenberga w Warszawie. Jeden z inicjatorów a później członków Towarzystwa Kursów Naukowych w Warszawie. W latach 1906–1907 był wykładowcą historii powszechnej na Wydziale Humanistycznym TKN, którego był organizatorem i pierwszym dziekanem (1906).
Korzon zajmuje jedno z najpoważniejszych miejsc w gronie historyków polskich. Wytyczył nowe drogi dla badań historycznych: jako pierwszy zaczął uwzględniać w swych pracach historycznych warunki administracyjne, ekonomiczne, finansowe, ludnościowe, w jakich się naród w opowiadanej przez niego chwili przeszłości znajdował. W uznaniu jego działalności naukowej Akademia Umiejętności w Krakowie powołała go na swego członka.
Pochowany został na warszawskim cmentarzu Stare Powązki (kwatera T-1-18).
Jego bratanica została żoną Franciszka Ksawerego Martynowskiego.

## Upamiętnienie
Imię Tadeusza Korzona nosi ulica położona pomiędzy ulicami Złotopolską a Samarytanki  w Warszawie w dzielnicy Targówek.

## Wybrane publikacje
- Kurs historyi wieków średnich (Warszawa, 1871),
- Nowe dzieje starożytnej Mezopotamii i Iranu (1872),
- Historycy pozytywiści[10] i Poranek filozofii greckiej[11] (Bibl. Warszawska),
- Ludzie prehistoryczni[12] (Tygodn. Illustrow.),
- Historyja starożytna (Warszawa, 1876),
- Stan ekonomiczny Polski w latach 1782–1792 (Ateneum, 1877),
- O życiu umysłowym Grecyi (Tygodn. Illustrow.),
- Historyk wobec swego narodu i wobec ludzkości (1878),
- Wewnętrzne dzieje Polski za Stanisława Augusta, 1764–94, badania historyczne ze stanowiska ekonomicznego i administracyjnego (Kraków, tom I, 1882; tom II, 1883; tom III, 1884; tom IV, część 1., 1885; tom IV, część 2. i zamknięcie, 1886; wydanie drugie w 7 tomach z zamknięciem, tom 1, tom 2, tom 3, tom 4, tom 5, tom 6, tom 7 Warszawa, 1897-1899),
- System monetarny w Polsce (Warszawa, 1891),
- Kościuszko. Biografia z dokumentów wysnuta (Kraków 1894)
- Dola i niedola Jana Sobieskiego 1629-1674 tom 1, tom 2, tom 3 (Kraków 1898),
- Historya nowożytna tom 1 Do 1648 roku tom 2 lata 1648–1788 (Warszawa 1901 – 1903),
- Grunwald, ustęp z dziejów wojennych Polski (Warszawa, 1910),
- Dzieje wojen i wojskowości w Polsce (Kraków 1912) tom 1, tom 2, tom 3 (2 wydanie 1923).